# Sienna West
Sienna West (nacida como Veronica Weinstock, en Los Ángeles, 6 de noviembre de 1977) es una activista y actriz pornográfica estadounidense. Comenzó en la industria del porno en 2006, cuando contaba con 29 años de edad hasta 2013, año en que se casó y estableció su nueva residencia en Denver, Colorado. 
Actualmente está divorciada, ofrece servicios de citas privadas y anunció su regreso a la industria en el año 2020. Sienna ha llegado a ser famosa por sus múltiples apariciones como una Milf y recurrentes escenas anales e interraciales.